# Chlorops pulchella
Chlorops pulchella är en tvåvingeart som först beskrevs av Cornelius Herman Muller 1776.  Chlorops pulchella ingår i släktet Chlorops och familjen fritflugor.
Artens utbredningsområde är Danmark. Inga underarter finns listade i Catalogue of Life.